# Arrow (tv-serie)
Arrow er en amerikansk action-adventure tv-serie er udviklet af Greg Berlanti, Marc Guggenheim, og Andrew Kreisberg. Den er baseret på den fiktive superhelt Green Arrow, en hætteklædt kriminalitet fighter, der optræder i tegneserier udgivet af DC Comics. Den havde premiere i Nordamerika på The CW den 10. oktober 2012, , med international udsendelse i slutningen af 2012. Serien følger milliardær playboy Oliver Queen, portrætteret af Stephen Amell, som efter at været strandet i fem år på en fjendtlig ø, vender hjem for at bekæmpe kriminalitet og korruption som en hemmelig selvtægts mand, hvis foretrukne våben er en bue og pile.
Den 22. oktober 2012 blev Arrow købt af The CW for en fuld sæson. Den 11. februar 2013 blev Arrow fornyet for en anden sæson af The CW.
I Danmark sendes Arrow på Kanal 5.
Arrow, Sæson 3 sluttede i USA 13 Maj 2015, men er blevet "Renewed" så Sæson 4 (23 Episoder) og vil starte sidst på efteråret (igen i USA, hvornår de bliver sendt i Danmark vides ikke)

## Medvirkende
- Stephen Amell portrætterer Oliver Queen en milliardær-playboy og hætteklædte selvtægtsmand, der er baseret på DC Comics green arrow. Efter at have overlevet et skibsforlis og fem år på en isoleret ø, vender Oliver til sin hjemby med en mission: at rette de fejl hans far har lavet og redde byen fra den kriminalitet, der er vokset i hans fravær.

- Katie Cassidy portrætterer Laurel Lance en karakter løst baseret på DC Comics' karakter Black Canary.[5][6] Laurel er en non-profit advokat, der kæmper i retten for de mindre heldige. Hun er også Olivers tidligere kæreste.

- Colin Donnell portrætterer Tommy Merlyn, Olivers bedste ven, som med tiden erfarer Oliver hemmelige liv som en selvtægts mand. Tommy dater også Laurel i en periode.

- David Ramsey portrætterer John Diggle, Olivers partner og bodyguard. Diggle er ex-militær, og arbejder på at få Oliver til at bruge sine evner til at hjælpe andre i byen, og ikke bare jage de velhavende, korrupte forretningsmænd der arbejdede med Olivers far.

- Willa Holland portrætterer Thea d Queen, Oliver lillesøster. Thea udvikler et narkotikamisbrug tidligt i sæsonen 1, men bliver clean efter anklager og anlagt sag mod hende for kørsel under påvirkning.

- Susanna Thompson portrætterer Moira Queen, Olivers mor. Moira bliver afsløret for også være en del af den hemmelige organisation hendes afdøde mand blev involveret med, som har planer om at nedbryde byen som et middel til at genopbygge det i billedet af organisationens leder.

- Paul Blackthorne portrætterer Detective Quentin Lance, Laurels far og Starling Citys kriminalbetjent. I DC Comics hed Laurels far Larry Lance, men hans navn og tegnserieattributter er blevet ændret i serien.[7] Detective Lance beskylder Oliver for døden af hans datter, Sara, som var med ham på hans familie yacht når den sank. Lance er også ude efter at fange selvtægts mand, hvem han ser som en trussel mod byen på grund af selvtægts mand vilje til at bryde loven og dræbe i jagten på at stoppe kriminalitet.

## Afsnit
| Sæson | Sæson | Afsnit | Oprindelig sendt | Oprindelig sendt | Rang | Jævnlige seere (i millioner) |
| Sæson | Sæson | Afsnit | Start            | Slut             | Rang | Jævnlige seere (i millioner) |
| ----- | ----- | ------ | ---------------- | ---------------- | ---- | ---------------------------- |
|       | 1     | 23     | 10. oktober 2012 | 15. maj 2013     |      |                              |
|       | 2     | 23     | 9. oktober 2013  |                  |      |                              |
|       | 3     | 23     | 8. oktober 2014  | 13. maj 2015     |      |                              |
|       | 4     | 23     |                  |                  |      |                              |
|       | 5     | 23     |                  |                  |      |                              |
|       | 6     | 23     |                  |                  |      |                              |
|       | 7     | 22     |                  |                  |      |                              |
|       | 8     | 10     |                  |                  |      |                              |